# Zenderruis & testbeeld
Zenderruis & testbeeld is een nummer van de Nederlandse band Van Dik Hout uit 1998. Het is de derde single van hun derde studioalbum Kopstoot van een vlinder, en is de twaalfde en laatste track op dat album.
"Zenderruis & testbeeld" werd geschreven door Martin Buitenhuis en Sandro Assorgia, zanger respectievelijk gitarist/toetsenist van de band. Het tegen de softrock aanliggende nummer had niet veel succes in de Nederlandse hitparades, in tegenstelling tot veel van de vorige singles van Van Dik Hout. De plaat bereikte de Nederlandse Top 40 of Tipparade niet, wel werd een 89e positie gehaald in de Single Top 100.